# Lịch sử Đan Mạch
Lịch sử của Đan Mạch với tư cách là một vương quốc thống nhất bắt đầu từ thế kỷ thứ 8, nhưng các tài liệu lịch sử mô tả khu vực địa lý và người dân sống ở đó cách biệt Danes đầu năm 500 sau Công nguyên. Những tài liệu ban đầu này bao gồm các tác phẩm của Jordan và Procopius. Với sự Kitô giáo hóa người Đan Mạch khoảng năm 960 sau Công nguyên, rõ ràng đã tồn tại một vương quyền. Nữ hoàng Margrethe II có thể có tổ tiên của mình là các vị vua Viking Gorm the Old và Harald Bluetooth từ thời điểm này, do đó làm cho Quân chủ Đan Mạch trở thành nền quân chủ lâu đời nhất ở châu Âu. Khu vực hiện được gọi là Đan Mạch có một thời tiền sử phong phú, đã được một số nền văn hóa và người tiền sử cư trú trong khoảng 12.000 năm, kể từ khi kết thúc kỷ băng hà cuối cùng.
Lịch sử của Đan Mạch đặc biệt bị ảnh hưởng bởi vị trí địa lý giữa biển Bắc và biển Baltic, một vị trí quan trọng về mặt chiến lược và kinh tế giữa Thụy Điển và Đức, là trung tâm của các cuộc đấu tranh lẫn nhau để kiểm soát Biển Baltic (dominium maris baltici). Đan Mạch có thời gian dài tranh chấp với Thụy Điển về quyền kiểm soát của Skånelandene và với Đức về quyền kiểm soát của Schleswig (một thái ấp thuộc Đan Mạch) và Holstein (một thái ấp Đức).
Cuối cùng, Đan Mạch đã mất những xung đột này và cuối cùng đã nhượng Skåneland cho Thụy Điển và sau đó là Schleswig-Holstein cho Đế quốc Đức. Sau khi nhượng Na Uy cuối cùng vào năm 1814, Đan Mạch vẫn giữ quyền kiểm soát các thuộc địa cũ của Na Uy là Quần đảo Faroe, Greenland và Iceland. Trong thế kỷ 20, Iceland giành được độc lập, Greenland và Faroese trở thành một phần không thể thiếu của Vương quốc Đan Mạch và Bắc Schleswig tái hợp với Đan Mạch vào năm 1920 sau một cuộc trưng cầu dân ý. Trong Thế chiến II, Đan Mạch bị Đức Quốc xã chiếm đóng, nhưng cuối cùng đã được giải phóng bởi lực lượng Đồng minh Anh vào năm 1945, sau đó nó gia nhập Liên Hợp Quốc. Sau hậu quả của Thế chiến II, và với sự xuất hiện của Chiến tranh Lạnh sau đó, Đan Mạch đã nhanh chóng gia nhập liên minh quân sự của NATO với tư cách là thành viên sáng lập vào năm 1949.

## Thế kỷ 20

### Hậu chiến
Năm 1948, Đan Mạch đã cấp quyền cai trị địa phương cho quần đảo Faroe. Năm 1953 chứng kiến cải cách chính trị hơn nữa ở Đan Mạch, bãi bỏ Landsting (thượng viện được bầu), tình trạng thuộc địa cho Greenland và cho phép nữ quyền kế vị ngai vàng với việc ký hiến pháp mới.
Mặc dù không phải là một trong những thành viên Hội Quốc liên thời chiến tranh, Đan Mạch đã thành công khi nhận được lời mời (muộn màng) đến hội nghị Hiến chương Liên Hợp Quốc và trở thành thành viên sáng lập của tổ chức Liên Hợp Quốc vào năm 1945. Với sự chiếm đóng Xô Viết đối với Bornholm, sự xuất hiện của những gì phát triển để trở thành Chiến tranh lạnh và với những bài học về Thế chiến II vẫn còn mới mẻ trong tâm trí người dân Đan Mạch, nước này đã từ bỏ chính sách trung lập trước đây và trở thành một trong những thành viên sáng lập ban đầu của Tổ chức Hiệp ước Bắc Đại Tây Dương (NATO) vào năm 1949. Đan Mạch đã ban đầu đã cố gắng thành lập một liên minh chỉ với Na Uy và Thụy Điển, nhưng nỗ lực này đã thất bại. Tuy nhiên, một Hội đồng Bắc Âu sau đó đã xuất hiện, với mục đích điều phối các chính sách của Bắc Âu. Sau đó, trong một trưng cầu dân ý năm 1972, dân Đan Mạch đã bỏ phiếu ủng hộ việc gia nhập Cộng đồng châu Âu, tiền thân của Liên minh châu Âu, và Đan Mạch đã trở thành thành viên vào ngày 1 tháng 1 năm 1973. Kể từ đó, Đan Mạch đã chứng minh một thành viên do dự của cộng đồng châu Âu, từ chối nhiều đề xuất, bao gồm cả Euro, quốc gia đã từ chối trong trưng cầu dân ý về đồng euro của Đan Mạch năm 2000.

## Thế kỷ 21

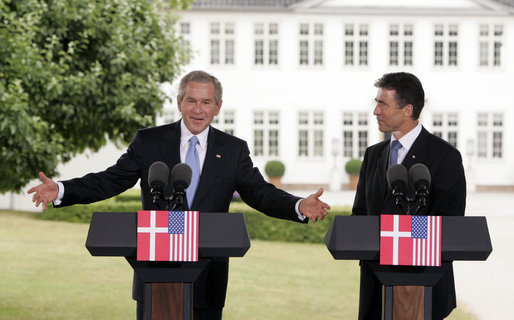
Tổng thống Hoa Kỳ George W. Bush và Thủ tướng Đan Mạch Anders Fogh Rasmussen tổ chức một cuộc họp báo chung bên ngoài Marienborg tại Copenhagen, vào ngày 6 tháng 7 năm 2005.

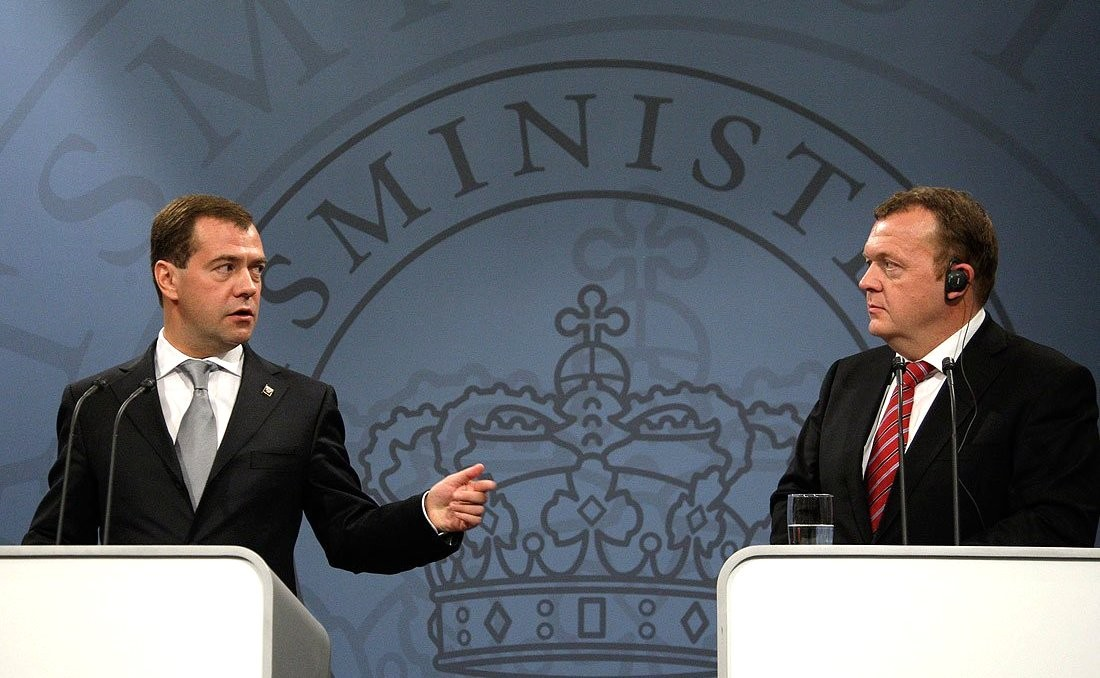
Tổng thống Nga Dmitry Medvedev và Đan Mạch Thủ tướng Đan Mạch Lars Løkke Rasmussen tổ chức một cuộc họp báo chung vào tháng 4 năm 2010

Năm 2001, Folketing đồng ý tham gia ở Afghanistan. Tổng cộng có 43 binh sĩ Đan Mạch đã thiệt mạng tại Afghanistan kể từ lần triển khai đầu tiên vào năm 2002.
Vào ngày 26 tháng 12 năm 2004 trong lễ kỷ niệm Giáng sinh và ngày tặng quà, hàng trăm người Đan Mạch tại Thái Lan và các khu vực khác của Nam và Đông Nam Á nằm trong số hàng ngàn người thiệt mạng bởi trận động đất và sóng thần 9,0 độ richter, kết quả là trong sự mất mát đáng kể của cuộc sống Scandinavia. Các cuộc tưởng niệm đã được tổ chức cho những người bị ảnh hưởng bởi thảm họa thảm khốc tại Nhà thờ Copenhagen vào tháng 1 năm 2005 và trên khu nghỉ dưỡng trên đảo Phuket ở miền nam Thái Lan vào tháng 4 năm 2005, cả hai đều tham dự Thủ tướng Đan Mạch Anders Fogh Rasmussen thay mặt cho tất cả những người Scandinavia.
Nhà lãnh đạo của Venstre Anders Fogh Rasmussen đã giành chiến thắng 2001, 2005, và 2007 bầu cử Folketing và thành lập một Chính phủ mới và trong vài tháng đầu tiên bị thách thức sau khi Thủ tướng Dân chủ Xã hội Poul Nyrup Rasmussen thừa nhận thất bại. Tám năm sau, ông từ chức từ tháng 4 năm 2009 do sắp tới là Tổng thư ký NATO, và sau đó Lars Løkke Rasmussen sẽ tuyên thệ nhậm chức Thủ tướng nhiệm kỳ từ 2009 đến 2011.
Trong cuộc bầu cử tăng cường năm 2011, liên minh trung tâm đương nhiệm do Venstre lãnh đạo đã mất quyền lực đối với một liên minh trung tả do Dân chủ Xã hội, làm Helle Thorning-Schmidt nữ Thủ tướng đầu tiên của đất nước. Đảng Tự do Xã hội và Đảng Nhân dân Xã hội chủ nghĩa đã trở thành một phần của chính phủ ba đảng. Quốc hội mới triệu tập vào ngày 4 tháng 10 năm 2011.
Vào năm 2015, Lars Løkke Rasmussen đã giành chiến thắng trong Cuộc bầu cử tăng cường và thành lập một chính phủ hai lần mới và đang ở trong văn phòng thứ hai của mình. Mặc dù đảng cầm quyền Dân chủ xã hội đã trở thành đảng lớn nhất trong Folketing và tăng số lượng ghế của họ, phe đối lập Đảng Venstre đã có thể thành lập một chính phủ thiểu số do người đứng đầu Lars Løkke Rasmussen với sự hỗ trợ của Đảng Nhân dân Đan Mạch, Liên minh tự do và Đảng Nhân dân bảo thủ.
Trong cuộc bầu cử Folke 2019, bao gồm các đảng ủng hộ lãnh đạo của Dân chủ Xã hội Mette Frederiksen làm ứng cử viên Thủ tướng. "Khối đỏ", bao gồm Đảng Dân chủ Xã hội, Tự do Xã hội, Đảng Xã hội Nhân dân, Liên minh xanh Red, Faroese Đảng Dân chủ xã hội và Greenland ic Siumut, giành được 93 trong số 179 ghế, đảm bảo đa số nghị viện. Trong khi đó, liên minh cầm quyền đương nhiệm, bao gồm Venstre, Liên minh tự do và Đảng Nhân dân bảo thủ trong khi nhận được sự hỗ trợ từ quốc hội từ Đảng Nhân dân Đan Mạch và Nunatta Qitornai, đã bị giảm xuống còn 76 ghế (bao gồm cả Venstre - liên kết Đảng Liên minh trong quần đảo Faroe).